# Pehr Henrik Beurling

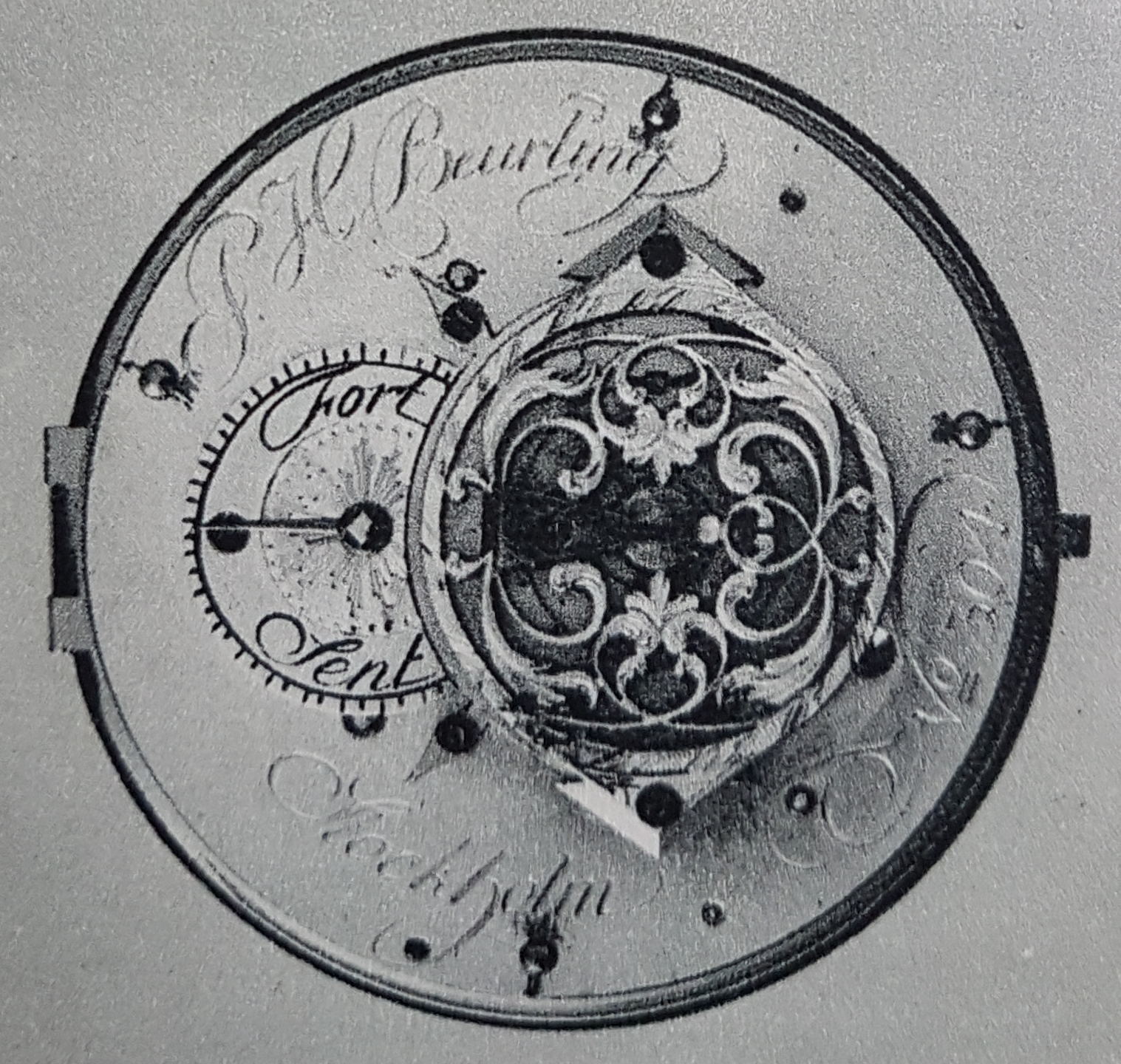
Fickursverk tillverkat av Per Henrik Beurling

Pehr Henrik Beurling, född 2 januari 1758 i Lerbäcks socken i Närke, död 21 april 1806 i Stockholm, var en svensk urfabrikör.

## Biografi
Beurling blev urmakargesäll på 1770-talet vid Carl Ferdinand Technaus verkstad i Jönköping och erhöll rättighet att driva en urfabrik i Stockholm 1783. Han fick burskap i staden fyra år senare. Hans verksamhet var mycket omfattande. 1795 var åtta urmakare anställda vid verkstaden för att till 1785 stiga till 16 personer; samma år värderades tillverkningen till 1200 riksdaler banco. I bouppteckningen efter honom tar man upp stenhuset no 191 i kvarteret Cepheus vid Svartmangatan i hörnet av Stortorget som hans egendom. 1790 bodde han i huset Svartmangatan 85. 
Beurling är representerad vid Stockholms kammarrätt, Nationalmuseum och Nordiska museet.

### Familj
Han var gift första gången med Eva Sophia Cronlund och andra gången med Christina Maria Strömmenberg samt far till Carl Henrik Beurling och farfars farfar till Arne Beurling.

## Bildgalleri

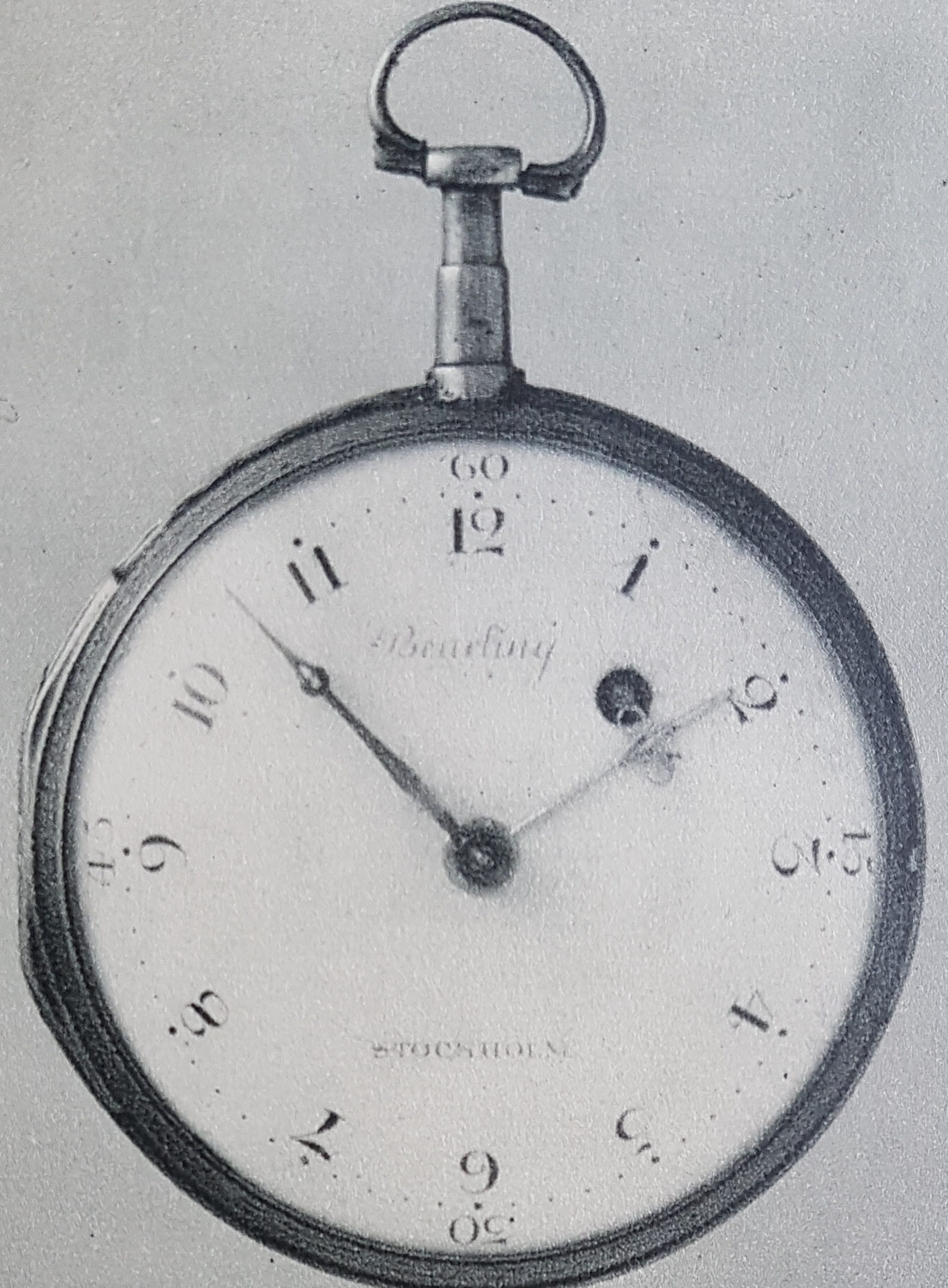
Fickur tillverkat av Per Henrik Beurling.
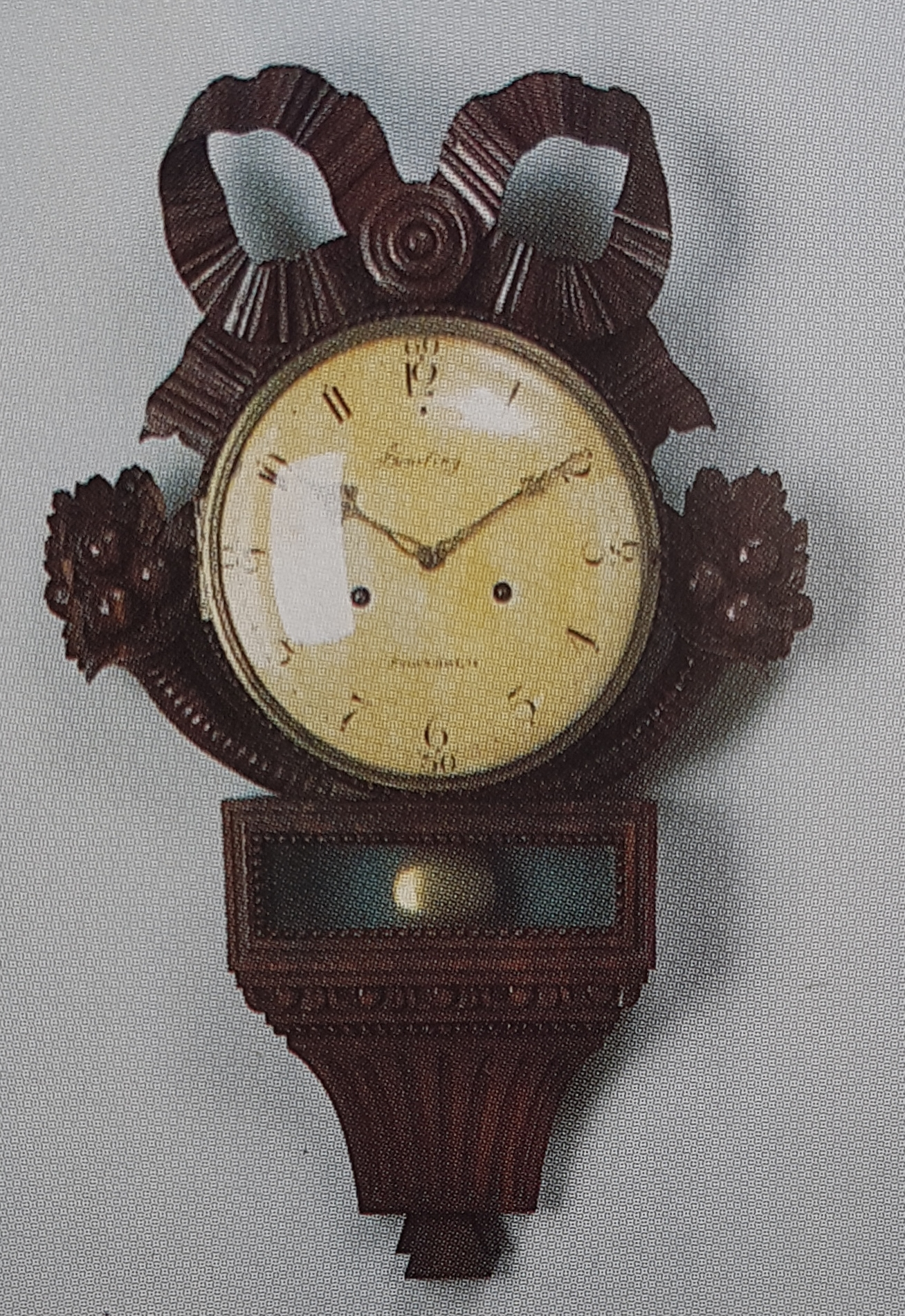
Väggpendyl tillverkat av Per Henrik Beurling.
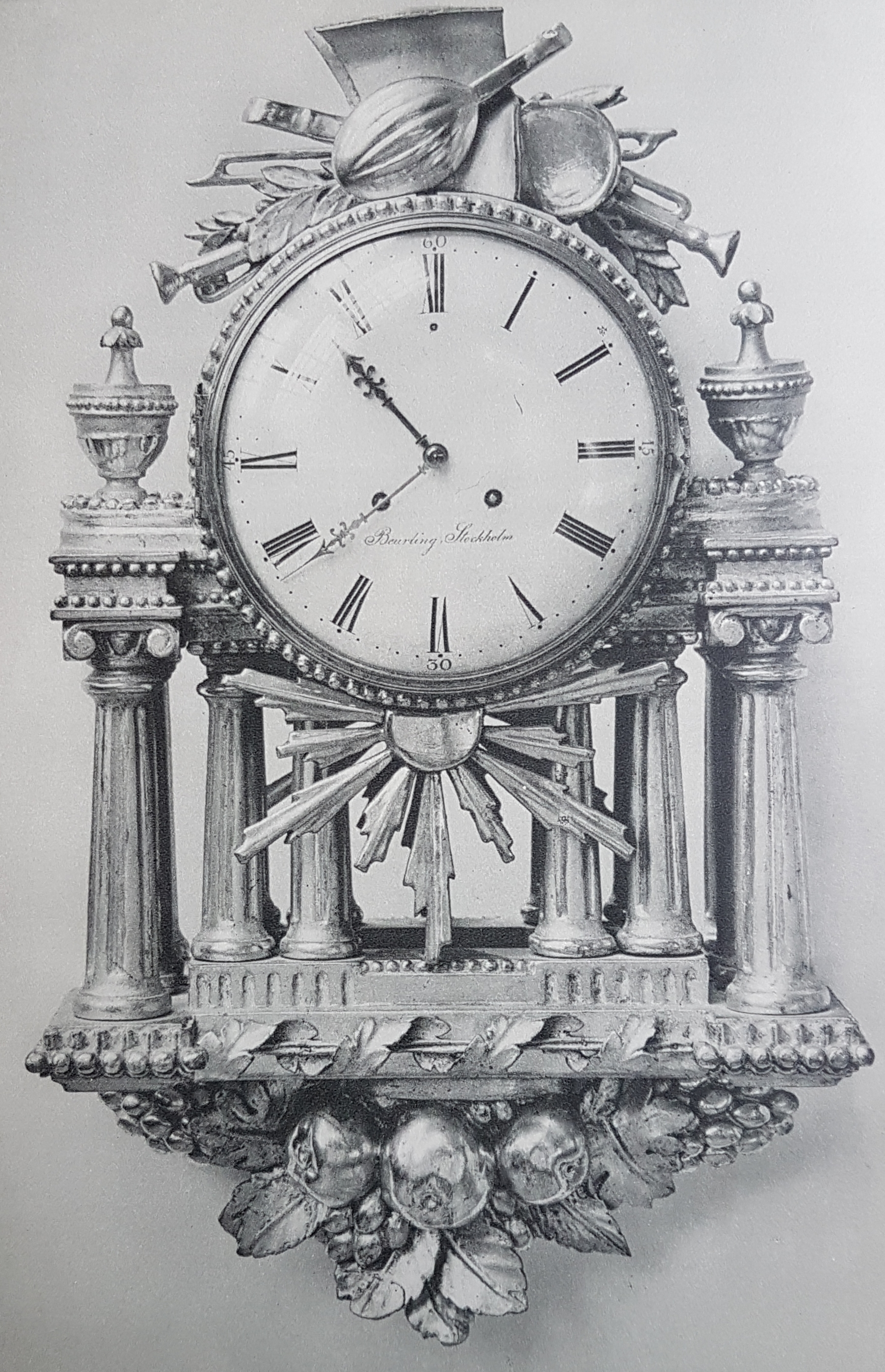
Pendyl med verk o tavla av Per Henrik Beurling.